# Shing02
Shing02, né Shingo Annen (安念 真吾, Annen Shingo), est un rappeur japonais de Tokyo, né en 1975. Son style musical est à rapprocher du hip-hop expérimental. Il est trilingue japonais-anglais-français et a étudié à Berkeley. Il est très proche du groupe américain Living Legends (en).

## Biographie
Shingo Annen de son vrai nom est né à Tokyo en 1975 et a grandi en déménageant beaucoup, passant par la Tanzanie, l'Angleterre et le Japon,. À 15 ans, il arrive à San Francisco, juste après le tremblement de terre de 1989, où il commence à s'engager dans des programmes de créations artistiques variées. Puis il déménage à Berkeley pour ses études, et s'immerge bientôt dans la scène locale hip hop, où ses talents artistiques se développent rapidement, Shingo se sentant selon lui poussé à l'émulation par cette culture (locale et du hip hop). Quand il rentre au Japon en 1996 pour commencer à concevoir sa musique professionnellement, il se lie avec Mr.Higo de Mary Joy Recordings pour sortir ses disques, qui reçoivent un accueil très positif dans son pays natal. Il réside actuellement dans la Bay Area d'Oakland, en Californie, où il collabore régulièrement sur le plan musical avec plusieurs artistes américains mais aussi japonais.
Shing02 est notamment connu des fans d'animés japonais pour être le MC qui rappe sur Battlecry, le générique d'ouverture de Samurai Champloo produit par Nujabes.

## Discographie
1996
- Evolution of The MC (album) (avec DJ $hin et Bas-1)
- The Empire/Laid in Japan (maxi) (avec DJ $hin)

1997
- Blank Paper (maxi) (avec Murs et Mikidozan)

1998
- Pearl Harbor/Japonica (EP) (avec DJ $hin)

1999
- Dappi (maxi) (avec Terracotta Troops)

2000
- Gigabyte/Streets of Tokyo (maxi)

2001
- My Nation (EP) (avec Terracotta Troops)
- Luv(sic) (maxi)
- 400 (album)
- 400 (maxi)

2002
- 400 Instrumentals (album)
- S02 LTD EXP MIX/Shing02 Limited Express Mix (compilation par DJ Icewater (1997 - 2002))
- Luv(sic) part.2 (maxi)

2004
- Samurai Champloo Music Records #1 - Departure (bande originale de l'anime en 4 volumes composés par Nujabes, Fat Jon, Tsutchie et Force of Nature et impliquant des invités variés au niveau des openings et endings. Departure est un album composé par Nujabes et Fat Jon et sur lequel figure Battlecry, le générique d'ouverture sur lequel rappe Shing02)

2005
- 2005 (maxi)

2008
- Waikyoku (album)

2009
- For The Tyme Being
- RxOxTxO (album)

2010
- For The Tyme Being 2

2012
- For The Tyme Being 3
- ASDR en collaboration avec Chimp Beam

2013
- Live from Annen Annex
- For The Tyme Being 4